# Saint-Michel-Chef-Chef
Saint-Michel-Chef-Chef (Bretons: Sant-Mikael-Keveger) is een gemeente in het Franse departement Loire-Atlantique (regio Pays de la Loire). De plaats maakt deel uit van het arrondissement Saint-Nazaire.  Saint-Michel-Chef-Chef telde op 1 januari 2022 5.520 inwoners.
De naam is een verbastering van Saint-Michel-de-Chevesché. De bewoners heten Michelois.
Bij de gemeente hoort de badplaats Tharon-Plage.

## Geografie
De oppervlakte van Saint-Michel-Chef-Chef bedroeg op 1 januari 2022 25,12 vierkante kilometer; de bevolkingsdichtheid was toen 219,7 inwoners per km².

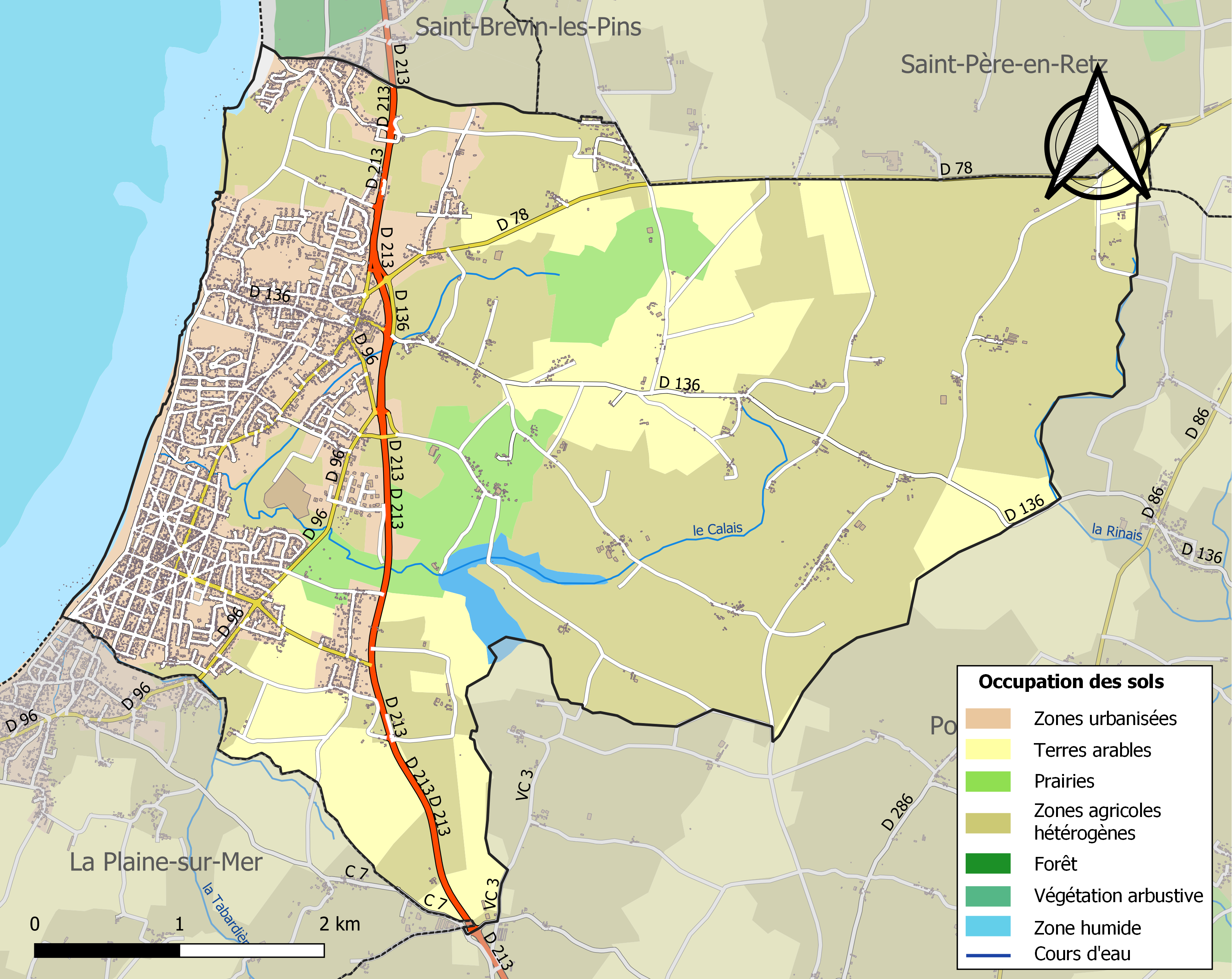
Kaart van de gemeente met de belangrijkste infrastructuur, bodemgebruik en omliggende gemeenten

## Demografie
Onderstaande figuur toont het verloop van het inwonertal (bron: INSEE-tellingen).